# Enrique García Rodríguez
{

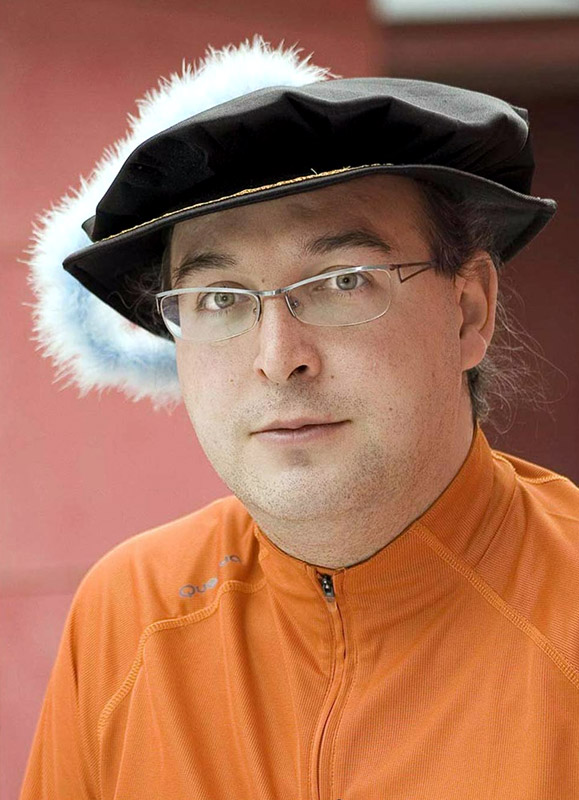
Enrique García.

Enrique García (Madrid, España; 2 de junio de 1971) es un científico, director de cine, guionista, productor cinematográfico, socio fundador de la productora cinematográfica especializada en animación 3D y en la creación de efectos especiales digitales Silverspace, y socio fundador de God-i, empresa de base tecnológica especializada en proyectos de Investigación, Desarrollo e Innovación.

## Filmografía
- 2011 - El Precio de la Libertad (actor)
- 2011 - Un Mundo casi Perfecto (supervisor de FX, productor asociado)
- 2010 - Daisy Cutter (guionista, director, productor)
- 2008 - El Lince Perdido (supervisor de iluminación)
- 2008 - Mirando al Cielo (productor ejecutivo, supervisor de efectos especiales digitales)
- 2007 - Perpetuum Mobile (guionista, director, productor)
- 2004 - Un Héroe de Acción (ayudante de dirección, actor, efectos especiales digitales, foto fija, making of)
- 2003 - Atípico (productor, actor, foto fija, making of)
- 2003 - Crédito Cero (ayudante de dirección, foto fija, making of)
- 2003 - Ecosistema (efectos especiales digitales)
- 2002 - La Familia (ayudante de dirección, foto fija)
- 2001 - Rosas del Sur (actor, foto fija, making of)
- 2001 - El Neuroutopista (guionista, director)
- 1998 - The Atlantis (editor)

## Premios Empresariales
- Premio COPE, Innovación en la Empresa 2011
- Premio EMPRENDER EN ÁLAVA, Álava Emprende 2009
- Premio MANEKINEKO HONORÍFICO, Universidad de Deusto: iNNoVaNDiS, INNoOSCARS 2008
- Premio DABILEN HARRI, Diario Noticias de Alava: Impulsores de Álava 2007
- Premio AJEBASK, Jóvenes Empresarios: Empresa Revelación 2006
- Premio GAZTEMPRESA: Empresa más Innovadora del Año 2005

## Premios Cinematográficos "Daisy Cutter"
- 'Mejor Cortometraje de Animación', FESTIVAL HIGUERA EN CORTO, Higuera de la Sierra ES
- 'Premio Animación', MALESCORTO FESTIVAL INTERNAZIONALE CORTOMETRAGGI, Malesco IT
- 'Premio del Público en la Sección de Animación', 14 FESTIVAL INVENTA UN FILM, Lenola IT
- 'Premio Mejor BSO', 14 FESTIVAL INVENTA UN FILM Segundo Premio en la Sección de Animación, Lenola IT
- FIGARI FILM FEST. Golfo Aranci IT
- 'Premio Mejor Producción de Animación', XXXIV FESTIVAL INTERNACIONAL DE CINE INDEPENDIENTE DE ELCHE, Elche
- 'Diploma', III FESTIVAL RODINIA, Valladolid
- 'Film Vincitore Assoluto', VI FESTIVAL INTERNAZIONAL 'UN FILM PER LA PACE', Medea - Ara Pacis / Gorizia IT
- 'Premio Film 1º Classificato', VI FESTIVAL INTERNAZIONAL 'UN FILM PER LA PACE', Medea - Ara Pacis / Gorizia IT
- 'Premio Speciale consigliato alle Scuole, Miglior Film Cortometraggio', VI FESTIVAL INTERNAZIONAL 'UN FILM PER LA PACE', Medea - Ara Pacis / Gorizia IT
- 'Mención especial', FESTIVAL DE CORTOMETRAJES DE OLAVARRIA: Distribución en 20 festivales latinoamericanos por la distribuidora argentina "HASTA 30 MINUTOS"
- 'Premio della Giuria - Animazione', KIMERA FILM FESTIVAL, Campobasso ITALIA
- 'Premio del pubblico - Animazione', KIMERA FILM FESTIVAL, Campobasso ITALIA
- 'Gold Medal for Excellence in Music for an Animated Film', PARK CITY FILM MUSIC FESTIVAL Park City USA
- 'Tercer puesto', FESTIVAL INTERNACIONAL DE CORTOMETRAJES AL AIRE LIBRE Selección Oficial Internacional, Barranquilla (Colombia)
- 'Premio del Jurado al Mejor Cortometraje de Animación', SANTA CRUZ FILM FESTIVAL
- 'Mejor cortometraje', CERTAMEN JOVEN DE CALAMONTE
- 'Primer Premio Animación', VIII SICARM
- 'Mención Especial del Jurado', 14 FESTIVAL DE MÁLAGA DE CINE ESPAÑOL
- 'Mención Especial', IV RASSEGNA Internazionale Cortometraggi A Corto di idee
- 'Premio Mención Animación', VII Certamen de Cortometrajes Boadilla del Monte
- 'Best Animated Short', California International Shorts Festival
- 'Primer Premio de Animación', ISFFI 5th International Short Film Festival of India - Chennai
- 'Espiga de Oro', SOCIAL WORLD FILM FESTIVAL PONTINO
- 'Accésit', CERTAMEN IBERCAJA LOGROÑO
- 'Premio Derechos Humanos', FESTIVAL DE CINE DE DERECHOS HUMANOS SANTA COLOMA DE GRAMENET
- 'Primer Premio de Animación', FESTIVAL CINE DE ZARAGOZA
- 'Premio Animación', CERTAMEN "FERNANDO QUIÑONES" CÁDIZ
- 'Premio Animación', FESTIVAL CORTO CIUDAD REAL
- 'Premio Cineclub FAS', ZINEBI
- 'Primer Premio Animación', CERTAMEN "ASIER ERRASTI" ÉIBAR
- 'Premio Animación', CORTADA VITORIA-GASTEIZ
- 'Primer Premio Película Extranjera', FESTIVAL INTERNACIONAL JORDANIA
- 'Best animation film on human rights', STEPS INTERNATIONAL RIGHTS, UCRANIA
- 'Primer Premio de Animación', Miami Short Film Festival, USA

## Premios Cinematográficos "Perpetuum Mobile"
- Premio de Animación, California Independent Film Festival, USA
- Premio de Animación, Las Vegas International Film Festival, Nevada, USA
- Premio de Animación, Da Vinci Film Festival, Corvallis, Oregón, USA
- Medalla de Oro a la Excelencia, Park City Film Music Festival, Utah, USA
- Premio de Animación, Digifestival.net, Florencia, ITALIA
- Premio de Animación, L’Uovo di Napoli, Nápoles, ITALIA
- Oso de Plata, Festival of Nations, Ebensee, AUSTRIA
- 2º Premio ART FUTURA, Mejor 3D en España, Madrid, Barcelona, Valladolid, Palma de Mallorca, Vitoria, Vigo, ESPAÑA
- Premio de Animación, Certamen Audiovisual Liceo-Casino de Vilagarcía, Pontevedra, ESPAÑA
- Premio al Mejor Guion, ZINEBI 48, Festival Internacional y de Documental de Bilbao, ESPAÑA
- Premio Especial del Jurado a la Banda Sonora, Festival La Fila, Valladolid, ESPAÑA
- Premio del Público, XI Fant-Cortada, Vitoria, ESPAÑA
- Premio del Público, IBERTIGO, Muestra de Cine Iberoamericano, Las Palmas, ESPAÑA
- Mención Especial Animación, Premios ACE, Agencia del Cortometraje Español
- Premio a la Banda Sonora, Trayecto Corto, Madrid, ESPAÑA
- Premio a la Excelencia Artística, Festival de La Almunia, Zaragoza, ESPAÑA
- Mención Especial a la Animación, Festival “Vivir de Cine”, Buñol, Valencia, ESPAÑA
- Premio Especial de Animación, XI Certamen nacional de Cortometrajes “Ciudad de Astorga”, León, ESPAÑA

## Selecciones Oficiales
- Nominado a los Premios GOYA 2008
- Selección Oficial SIGGRAPH 2007, San Diego, USA

El mayor evento internacional de Cine de Animación y Efectos Especiales Digitales
- Selección Oficial “ON THE LOT”, Steven Spielberg & Mark Burnett
- Selección Oficial “The Rebel Planet Film Festival of Hollywood”, Hollywood, Los Ángeles, USA
- Selección Oficial “Shriekfest”, Los Angeles Horror / Sci-Fi Film Festival, Los Ángeles, USA
- Palm Springs Shortfilm Festival, Palm Springs, California, USA
- CINEQUEST, San José Film Festival, California, USA
- 31st. ATLANTA International Film Festival, USA
- H.P. Lovecraft Film Festival, Portland, Oregón, USA
- Expresión en Corto, Guanajuato, MÉXICO
- 11th. Ismailia Film Festival, EGIPTO
- ZENDAI MOMA, Museum of Modern Art, Shangai, CHINA
- Selección Oficial en SITGES ( Anima’t ), Festival Internacional de Cine de Cataluña
- 17º Festival de Cine Fantástico y de Terror de San Sebastián, ESPAÑA
- ANIMADRID, Pozuelo de Alarcón, Madrid, ESPAÑA
- ANIMACOR, Córdoba, ESPAÑA
- MUNDOS DIGITALES, La Coruña, ESPAÑA